# 魁齡
魁齡（穆麟德轉寫：kuiling，1815年—1878年），字梦符，号華峰，瓜爾佳氏，滿洲正紅旗人，世居雅爾湖地方，清朝政治人物。
曾任左都御史。光緒元年九月己亥，接替崇綸，擔任清朝工部尚書，后改戶部尚書。由景廉接任。死後諡端恪。著有《东使纪事诗略》。